# Дубина (пам'ятка природи, Хмельницька область)
Дуби́на — ботанічна пам'ятка природи місцевого значення в Україні. Розташована в межах Розсошанської сільської громади Хмельницького району Хмельницької області, за 1,5 км на південний схід від села Карпівці.
Площа 25 га. Статус присвоєно згідно з рішенням 24 сесії обласної ради від 18.11.2009 року № 20-24/2009. Перебуває у віданні ДП «Хмельницьке лісомисливське господарство».